# Élément de réponse au fer

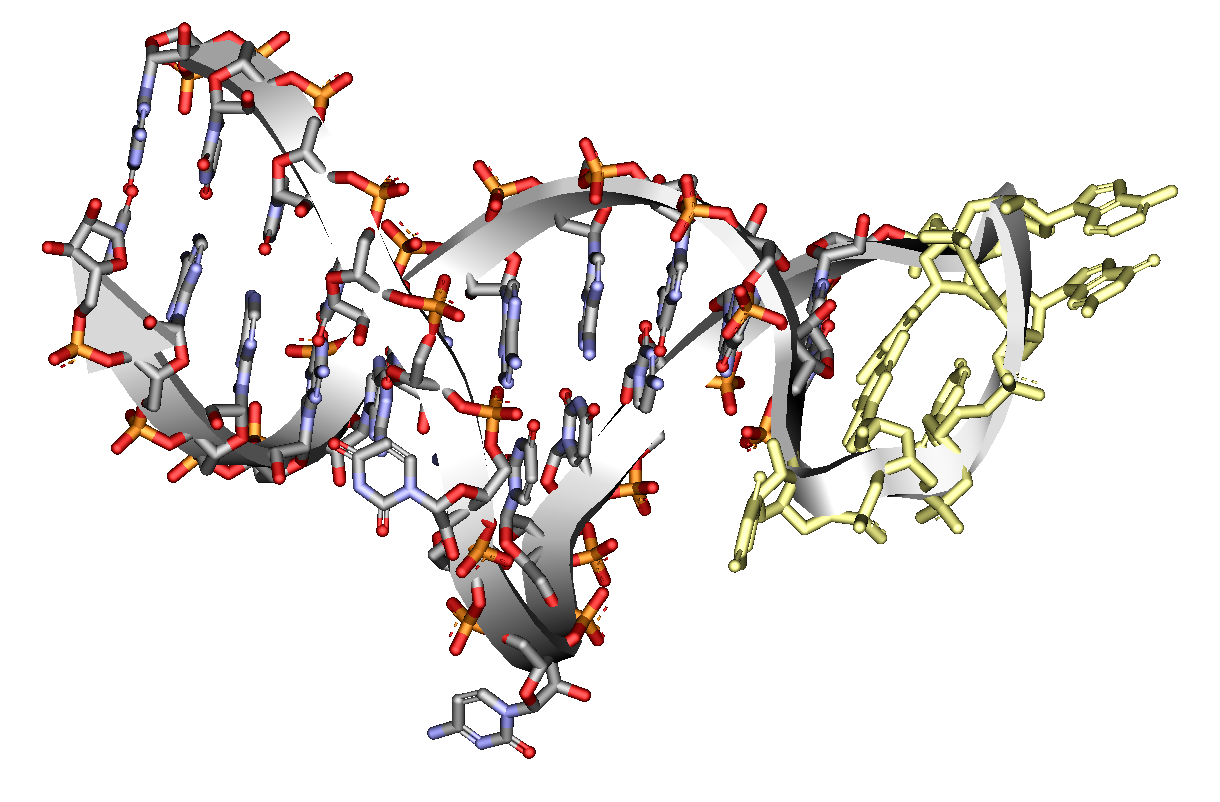
Structure d'un élément de réponse au fer. Les nucléotides de la boucle, en jaune à droite, sont en particulier reconnus par l'IRP.

Pour les articles homonymes, voir IRE.
L'élément de réponse au fer ou IRE (iron-response élément) est un segment d'ARN, capable d'adopter une structure en tige-boucle spécifique. On trouve un ou plusieurs IRE sur les ARNm codant des protéines impliquées dans la régulation de la concentration intracellulaire de fer chez de nombreux eucaryotes : la ferritine, le récepteur de la transferrine TfR1, l'enzyme ALAS2, l'aconitase ACO2, l'enzyme CDC14A (en), la ferroportine ou encore le transporteur DMT1 (en).

## Structure

Structure secondaire prédite de l'IRE et indication de la conservation de séquence

Les IRE des différents ARNm ne sont pas tous constitués de la même séquence de nucléotides. Par contre, ils contiennent tous la séquence consensuelle 5'-CAGUGN-3' (ou N représente U, C ou A) constituant la boucle de l'IRE.

## Mécanisme de régulation
Les IRE sont reconnus par les protéines de régulation du fer (ou IRP) qui exercent ainsi un contrôle sur la traduction de ces protéines impliquées dans l'homéostasie du fer,. Selon l'emplacement de l'IRE sur l'ARN messager, l'effet de la fixation d'un IRP varie.
Lorsqu'un IRE se situe dans la région 5'-non traduite d'un ARN messager (comme c'est le cas chez les deux sous-unités de la ferritine) la fixation d'un IRP sur cet IRE empêche l'association de la petite sous-unité du ribosome avec l'ARNm, inhibant alors la traduction de cet ARNm.
Si un ou plusieurs IRE sont présents dans la région 3'-non traduite d'un ARNm, comme c'est le cas chez le récepteur de la transferrine, la présence d'IRP sur ces IRE stabilise l'ARNm correspondant en empêchant sa dégradation. Cette fixation agit donc de manière positive sur la traduction de la protéine correspondante.